# Ryunosuke Okamoto
Ryunosuke Okamoto (岡本 竜之介 Okamoto Ryunosuke?, nacido el 9 de octubre de 1984 en Okayama) es un exfutbolista japonés. Jugaba de centrocampista y su último club fue el FC Osaka de Japón.

## Trayectoria

### Clubes
| Club              | País  | Año         |
| ----------------- | ----- | ----------- |
| Gamba Osaka       | Japón | 2003 - 2005 |
| Tokushima Vortis  | Japón | 2005 - 2007 |
| Kamatamare Sanuki | Japón | 2008 - 2009 |
| FC Osaka          | Japón | 2009 - 2011 |